# Bell X-22
De Bell X-22 was een ‘’V/STOL’’ (Vertical and/or short take-off and landing: verticaal en/of met korte start opstijgen en landen) X-vliegtuig uit de Verenigde Staten.
Opvallend bij dit experimentele toestel waren de vier draaibare, getunnelde propellers.
Hiermee kon het, met de rotors verticaal, verticaal opstijgen of, met de nacelles onder een hoek van ongeveer 45°, opstijgen vanaf een korte startbaan.
Daarnaast werd de X-22 ontworpen om meer inzicht te verkrijgen in het tactisch gebruik van VTOL-troepentransportvliegtuigen zoals de voorganger van de X-22, de Hiller X-18 en zijn opvolger, de Bell XV-15. Een ander programma vereiste een toestel met een horizontale snelheid van minimaal 525 km/h (283 knopen).
Driebladige propellers werden gemonteerd op vier vleugels. Ze waren met elkaar gesynchroniseerd door zender-ontvangers en verbonden met vier turboshaftmotoren, die paarsgewijs aan weerszijden aan de achterste vleugel waren gemonteerd. Manoeuvreren geschiedde door omhoog of omlaag draaien van de propellers in combinatie met het bewegen van hoogte- en rolroeren, die in de luchtstroom van de propellers zaten.

## Geschiedenis
In 1962 vroeg de US Navy om twee prototypes van vliegtuigen met V/STOL-mogelijkheden, met vier getunnelde propellers. Bell Helicopter had al ervaring met dergelijke toestellen en kon een al voltooid testmodel gebruiken. Dit prototype, bij Bell Model D2127 genoemd, werd besteld door de US Navy en kreeg de code X-22.
De eerste vlucht was op 17 maart 1966. In tegenstelling tot andere toestellen met dit ontwerp, zoals de Bell VX-31, lukten de overgangen tussen zweven en horizontale vlucht vrijwel meteen. Helaas ging de interesse meer uit naar de V(S)TOL-mogelijkheden dan naar het feitelijke ontwerp van het prototype.
Omdat een van de controlemechanismen van de propellers faalden stortte het prototype op 8 augustus 1966 neer. Testpiloot Stanley Kakol gaf aan dat dit het enige onderdeel in de aandrijfketen was dat niet redundant was.
Het toestel werd ontdaan van nuttige onderdelen om deze te gebruiken om het tweede prototype vliegklaar te maken. De romp werd nog jarenlang gebruik als vluchtsimulator.
De tweede X-22 vloog voor het eerst op 26 augustus 1967. Voordien was er een variabel vluchtcontrole- en stabilisatiesysteem van het ‘’Cornell Aeronautical Laboratory’’ aangebracht dat de handelbaarheid zeer ten goede kwam.
Hoewel de X-22 gold als het beste vliegtuig in zijn soort in die tijd werd het project afgelast, vooral omdat de gewenste minimale snelheid van 525 km/h niet werd gehaald.
Het toestel werd nog wel voor tests gebruikt en vloog tot 1988. Nu staat het tentoongesteld in het Niagara Aerospace Museum in de staat New York.
Hoewel getunnelde propellers als nuttig werden gezien, zijn ze nooit meer gebruikt in een militair vliegtuig.

## Vergelijkbaar vliegtuig
V-22 Osprey